# 吳承鳳
烏魯·里法·卡洛瓦（土耳其語：Uğur Rıfat Karlova，1980年8月2日—），中文名吳承鳳，藝名吳鳳，是從土耳其至台灣發展並且定居的節目主持人、作家。
2012年10月26日以三立都會台《愛玩客》獲得第47屆金鐘獎行腳節目主持人獎，為台灣第一位拿下電視金鐘獎的外國人。2018年3月21日以「外籍高級專業人才歸化」取得身分證，獲得中華民國國籍。

## 生平
吳承鳳的祖先來自斯洛伐克卡洛瓦村，此為他的姓氏來源。1980年出生於伊茲密特，在父親出生地海拉博盧與泰基爾達完成國民小學，之後吳父送他至泰基爾達的第一所私人語言中學讀書，然後繼續讀高級職業學校。1998年，他畢業於會計接待系，同年進入梅尔辛大學的阿納穆爾專科學校就讀德文的旅館管理，2001年取得學位。2002年起就讀安卡拉大學，研讀中文與漢學。
2006年從土耳其畢業後，他取得台灣的獎學金就讀國立台灣師範大學政治研究所，主修中國清末後政治並且畢業，論文名稱為：「自強運動（1861–1895）背景下中國的軍事現代化與李鴻章的影響」。2015年與因聚會認識的陳錦玉（Rynne）結婚，同年長女出生。2018年通過外籍高專人才歸化成為中華民國國民，並於該年元旦首次以「新台灣人」身分領唱中華民國國歌，同年次女出生。2019年首次主持中華民國國慶。
2020年，離開主持長達9年的愛玩客，夫妻創業販售土耳其食品。2022年3月，取得國際記者證成為土耳其國際媒體新聞社的台灣特派記者。

## 電視與舞台的發展
吳鳳的演藝事業開始於2006年公共電視的一部紀錄片《打拼－台灣人民的歷史》。製作人看見他走在街上，並邀請他參與這部片的試鏡，結果被挑選為飾演19世紀來到台灣的牙醫兼傳教士馬偕牧師的人選。
後來吳鳳開始拍攝台灣電視廣告。第一支廣告是3M Table Light，廣告在台灣及中國播送；他也拍攝一些廣告的小角色，如Biore乳液。知名雜誌《FHM》拿了吳鳳的照片給台灣的《FHM》作為八月的主題。吳鳳慢慢地進入華人娛樂行業，開始上不同的電視節目，每上一個節目後觀眾就更瞭解他的特色。
2008年吳鳳拍攝他的第一個電視劇《真情伴星月》，是在台灣大愛電視台裡花費最貴的製作影片，並在2009年被Seoul Drama Awards 2009組委會提名最佳外國電視劇。另外，吳鳳拍過客家電視台的電視劇《源》和台視的《我的完美男人》。他在《我的完美男人》搭配臺灣著名演員天心與楊一展。吳鳳的第一部電影是《痞子英雄》，飾演一位主播。
吳鳳的身影持續出現在不同的廣告，如：台北市政府旅遊簡介、日產汽車、臺北富邦銀行、技嘉科技、優鮮沛果汁等。他也曾多次在台灣與許多名人在據知名度電視節目出現過，例如利菁的《鑽石夜總會》裡的才藝表演、《大學生了沒》的脫口秀、《康熙來了》、《國光幫幫忙》等，也在庾澄慶的節目中出現30多次。庾澄慶曾對他說：「這節目可以幫忙他介紹土耳其的文化給華人觀眾」。吳鳳曾模仿有名的郭富城及黃立行，是台灣電視史上第一位外國人的模仿秀。吳鳳在台灣習慣用他的藝名吳鳳，目前居住在台北繼續娛樂行業的發展。
2012年10月26日以三立都會台《愛玩客》獲得第47屆金鐘獎行腳節目主持人獎。從2011年到2016年，吳鳳主持過200集以上的愛玩客外景。

## 舞台表演
吳鳳在臺北唯一的一間卡米地喜劇俱樂部表演他的單人相聲，他用中文做表演已超過100次以上，乃臺灣，甚至是全世界極少數用中文做單口相聲的非華人表演者之一。他喜歡赤腳做現場演出，並表示：「赤腳作演出真的很棒，讓我覺得我是這木板舞臺的一部份」。現在他常出現在卡米地俱樂部及特殊活動做表演。吳鳳2010年在香港國際脫口秀比賽得到了第二名。從2013年開始，他跟著舞臺表演團體搞笑者們作出50場以上的演出。連續三年總共20,000多個觀眾收看搞笑者們的表演。表演中，吳鳳負責脫口秀與短劇。

## 作品

### 電視劇
| 拍攝年度 | 首播日期      | 播出頻道   | 劇名             | 飾演          | 性質 |
| -------- | ------------- | ---------- | ---------------- | ------------- | ---- |
| 2008年   | 2008年2月15日 | 大愛電視台 | 《真情伴星月》   | 工程師 阿拉丁 | 客串 |
| 2009年   | 2009年3月     | 客家電視台 | 《源》           | 外國研究生賈  | 客串 |
| 2011年   | 2011年2月     | 台視       | 《我的完美男人》 | 馬西(牧師)    | 客串 |
| 2012年   | 2012年5月     | 公視       | 《結婚不結婚》   | Mike          | 客串 |

### 電影
| 拍攝年度 | 首播日期 | 片名         | 飾演       | 性質 |
| -------- | -------- | ------------ | ---------- | ---- |
| 2011年   | 2011年   | 《痞子英雄》 | 新聞主播丁 |      |

### 配音
| 拍攝年度 | 首播日期 | 片名            | 飾演   | 性質 |
| -------- | -------- | --------------- | ------ | ---- |
| 2013年   | 2013年   | 《藍色小精靈2》 | 小哈哈 | 配音 |

### 電視電影
| 拍攝年度 | 首播日期 | 播出頻道 | 劇名               | 飾演     | 性質   |
| -------- | -------- | -------- | ------------------ | -------- | ------ |
| 2007年   | 2008年   | 公共電視 | 《台灣人民的歷史》 | 馬偕醫生 | 紀錄片 |

### 主持節目
| 年度 | 播出頻道   | 節目                                | 備註             |
| ---- | ---------- | ----------------------------------- | ---------------- |
|      | 愛爾達電視 | 《愛上台灣》                        |                  |
|      |            | 台灣藝術大學廣電系作品《EX-Taiwan》 |                  |
|      | 公共電視台 | 《健康所查隊》                      |                  |
|      | 三立都會台 | 《台灣全紀錄》                      |                  |
|      | 亞洲旅遊台 | 《下一站台灣》                      |                  |
|      | 三立都會台 | 《愛玩客之老外看台灣》              | 與雷艾美共同主持 |
|      | MTV        | 《爆米花電影院》                    |                  |
|      | 三立都會台 | 《土包子愛玩客》                    |                  |
|      | 三立都會台 | 《玩客瘋高雄》                      |                  |

### 音樂錄影帶
- 2013年 自由發揮《哥在飛》

## 廣告
- 3M豆豆燈[8]
- 技嘉科技電腦
- 富邦銀行
- NISSAN汽車
- 優鮮沛Ocean Spray
- MSI 電腦廣告
- 麥氏啤酒 Martens Beer
- MG3 Cars
- 雪山啤酒
- Colgate 高露潔
- HTC 手機8月份活動fun Taiwan
- 全家 Family Mart 啤酒節
- Ford
- KYMCO機車
- Seven-eleven

## 獎項紀錄

### 電視金鐘獎
| 年份 | 獲提名      | 獎項             | 結果 |
| ---- | ----------- | ---------------- | ---- |
| 2012 | 愛玩客 吳鳳 | 行腳節目主持人獎 | 獲獎 |

## 外部連結
- 吳鳳Rifat的Facebook專頁
- Uğur Rıfat Karlova的Facebook專頁
- Uğur Rıfat Karlova的X（前Twitter）
- 吳鳳 Rifat的Instagram帳戶